# ديفيد فان داي
ديفيد فـان داي (بالإنجليزية: David Van Day)‏ هو مغني بريطاني، ولد في 28 نوفمبر 1956 في برايتون في المملكة المتحدة.

## وصلات خارجية
- ديفيد فـان داي على موقع IMDb (الإنجليزية)
- ديفيد فـان داي على موقع ميوزك برينز (الإنجليزية)
- ديفيد فـان داي على موقع ديسكوغز (الإنجليزية)